# 戴汪彬
戴汪彬（约1924年—2003年7月13日），冠夫姓，先後在臺灣臺北市、高雄市成立樂育托兒所、樂育輔兒工藝中心這兩所育幼院，但經營不善倒閉收場，也與臺灣轟動一時的殺子詐保案有關。

## 生平

### 發願照顧孤兒
汪彬三歲喪母，七歲喪父，因自小體會孤兒苦境，發願要奉獻終生心力照顧同樣命運的孤兒。1949年，她從中國大陸到香港基督教會作傳教人。1954年，她來臺灣臺北。
1955年，汪彬在木柵鄉埤腹路創辦台北縣私立樂育托兒所。1958年7月，在台美軍顧問團的一群士兵和眷屬至該所參觀，紛紛自動捐錢贈物，嗣並以義售聖誕卡和舉行抽獎方式為該所籌款。外地的景美鎮長高錦隆、鎮衛生主任鄭有冰聽聞，經商討決定，由衛生所免費為樂育托兒所孤兒治病并負責一切保健工作。
汪彬當時在木柵領養的孤兒，一度高達二百餘人。1959年11月20日，她在樂育托兒所招開記者會，報告創辦經過及主旨，說凡由該所收養的孤兒，都將義務養育成人，並儘可能供給教育費用到大學畢業或出國留學，望社會慈善人士，能給予她更多的援助。但園方還是負債纍纍，被債權人劉潤、陶阿巧、林雲池、于振漢等八人向台北地方法院民庭提出控告。汪彬還曾被潘光宇、林雲池控告涉嫌濫開空頭支票，向人詐騙財物百餘萬元。1960年10月20日，景美鎮婦女會理事長陳李卻好在台北親戚家企圖服毒，即時搶救後，她說自殺原因是1959年12月被汪彬開一張二萬元空頭支票。

### 李明璋事件
1960年10月，民眾李明璋將長女李賢蘋、次女李賢慧、幼子李賢勇三人交給汪彬照顧，稱自己因經商失敗負債甚多，沒有能力扶養，請求托兒所先代免費撫養，如他經濟情形好轉，再付托養費用，之後就行蹤不明。該人為浙江鄞縣人，本來與姐李明珍在台中中山路140號經營培羅蒙西服店，有利用妻子張桂英冒充是女學生來騙婚、開空頭支票詐騙等爭議。
1961年7月，立委黃節文陪同一位邱姓中央級民意代表參觀樂育托兒所，收容了綽號「小薇薇」的李賢慧。黃立委另一個身分是中國兒童福利社社長，理事有邱有珍。李賢慧被邱民代收容了近一個月後，李明璋從汪彬登報得知後，便對汪院長索價二十萬元，但因不成，告上法院，由法院宣判姐弟三人還給李明璋。
1963年，李明璋為子女投保各一萬元，未及一個月，李賢勇左眼即被利剪刺傷，卻無法領到殘廢保險。其前妻表示，李明璋很憎厭這小孩，認為出生時即帶來壞運。次年1月19日晚，李賢勇被父親帶到五堵車站，遭晚上10點40分北上的柴油車撞斃。該年代，《保險法》第一百三十條及第一百三十五條並未規定十四歲以下未成年之人不得參加健康及傷害保險，保險公司祇要不用死亡保險的名稱與十四歲以下的未成年之人訂立包括有死亡的契約，均不能視為違反一百零七條之兒童死亡保險無效的規定，因此產生殺子女詐保的問題。李明璋於領得十六萬的保險金後，同月4月在南港鎮經營養殖魚類。他再將將其二女向台灣保險公司分別投保十萬及五萬元之保險，不久又其二女向國泰人壽分別投保十五萬元及十萬元保險。1964年12月9日夜半，李明璋留兩女在家睡覺，說要去中壢鎮捕魚。清晨，成德國校三年級的陳玉葉約同學李賢蘋一起上學，正好目睹李家大火、屋內傳出女童慘哭聲，房門卻被加大鎖。
對李賢蘋、李賢慧兩姐妹死於這次火災，汪彬在1964年接受調查時非常傷心。1972年11月8日清晨，李明璋因詐保殺害子女在台北監獄刑場槍決。

### 遷居高雄
隨著收容孤兒、棄嬰日多，樂育托兒所經費一天天窘迫。1962年9月12日晚上，由周正榮、金素琴在台北公會堂義演京劇《祭江》，以籌措該院經費。後來經營不善，汪彬甚至變賣房產，將大部分院童轉介到其他機關，在離開臺北前與中年喪偶的職業軍人戴詩章結婚，撫養戴的四名子女。據戴禮明回憶，她在六歲時喪母，被父親帶到樂育托兒所，因此常來探望的父親與汪彬日久生情。
汪彬帶著最後收養的三十多名孤兒到高雄市，另創樂育輔兒工藝中心，靠製作及銷售手工藝品作收入。高雄市社會局曾經輔導該院立案，但因為需成立財團法人、董監事會來管理等作法，汪彬不太能夠接受，因此重未立案。社會局表示說，只要院童說要讀書，汪彬不管經濟如何困難，定讓小孩補習，甚至找家教為孩子上課。1974年，高雄市地方士紳林瓊璋夫婦提供一棟三樓透天厝作院址。
1983年，汪彬從高雄市長許水德接過師鐸獎，咽著致詞說，想起廿七年前憑著兩塊五毛錢開創育幼院，多少年來受愛心人士的支持和愛護，以聚沙成塔、集腋成裘的方式給予資助，才能有今天。同年12月6日，表揚好人好事運動推行委員會公布汪彬為好事代表。
1989年10月孤兒所再度搬遷，位於前鎮區沱江街。當年，汪彬收養了在高雄火車站走失的台北市男童王立中，取名「汪恩庭」，後該童在1992年9月24日與家人重逢。
汪彬從未生育，自1972年丈夫逝世後未再結婚。她曾希望戴禮明長大後能接任此孤兒院，但戴禮明想到美國加州大學洛杉機分校念碩、博士，汪彬就繼續籌錢支持，日後戴禮明還當上新竹實驗中學、新竹高商校長。汪彬也撫養戴詩章的次子戴禮中長大。他為輔仁大學經濟系學士、伊利諾大學計量經濟學碩士，返臺灣後在中央銀行任職，1990年創辦《錢》雜誌，開啟臺灣個人理財風氣，同時參與台北市雜誌商業同業公會活動。
1994年7月，汪彬中風跌倒，不省人事，院務就由戴禮中與妻子李永芳共同經營。2000年9月18日，戴禮中因肺腺癌病逝台大醫院，享年四十八歲。當時戴家都不敢告訴臥病在床的汪彬，樂育已難以經營。曾經出現有誠意出面協助或接辦的機構單位，社會局曾居中協助之協商，但是，貸款財務問題讓人卻步。2001年2月，樂育輔兒工藝中心停辦，剩下十五名院童，經由社會局與內政部兒童局協助，轉介安置到左營南區兒童之家。該年2月中旬，汪彬被安排至高雄縣仁愛之家的養護中心照顧。
2003年7月13日下午，汪彬辭世。同月17日，高雄市社會局長蘇麗瓊與數名民意代表參加追思會，戴家子女、媳婦分從美國、北臺灣參禮，被送到其他育幼機構的院童也含淚為享壽八十的院長媽媽送最後一程。